# Saccocirrus heterochaetus
Saccocirrus heterochaetus är en ringmaskart som beskrevs av V. Jouin 1975. Saccocirrus heterochaetus ingår i släktet Saccocirrus och familjen Saccocirridae. Inga underarter finns listade i Catalogue of Life.